# Maria-Eich-Straße 49 (München)

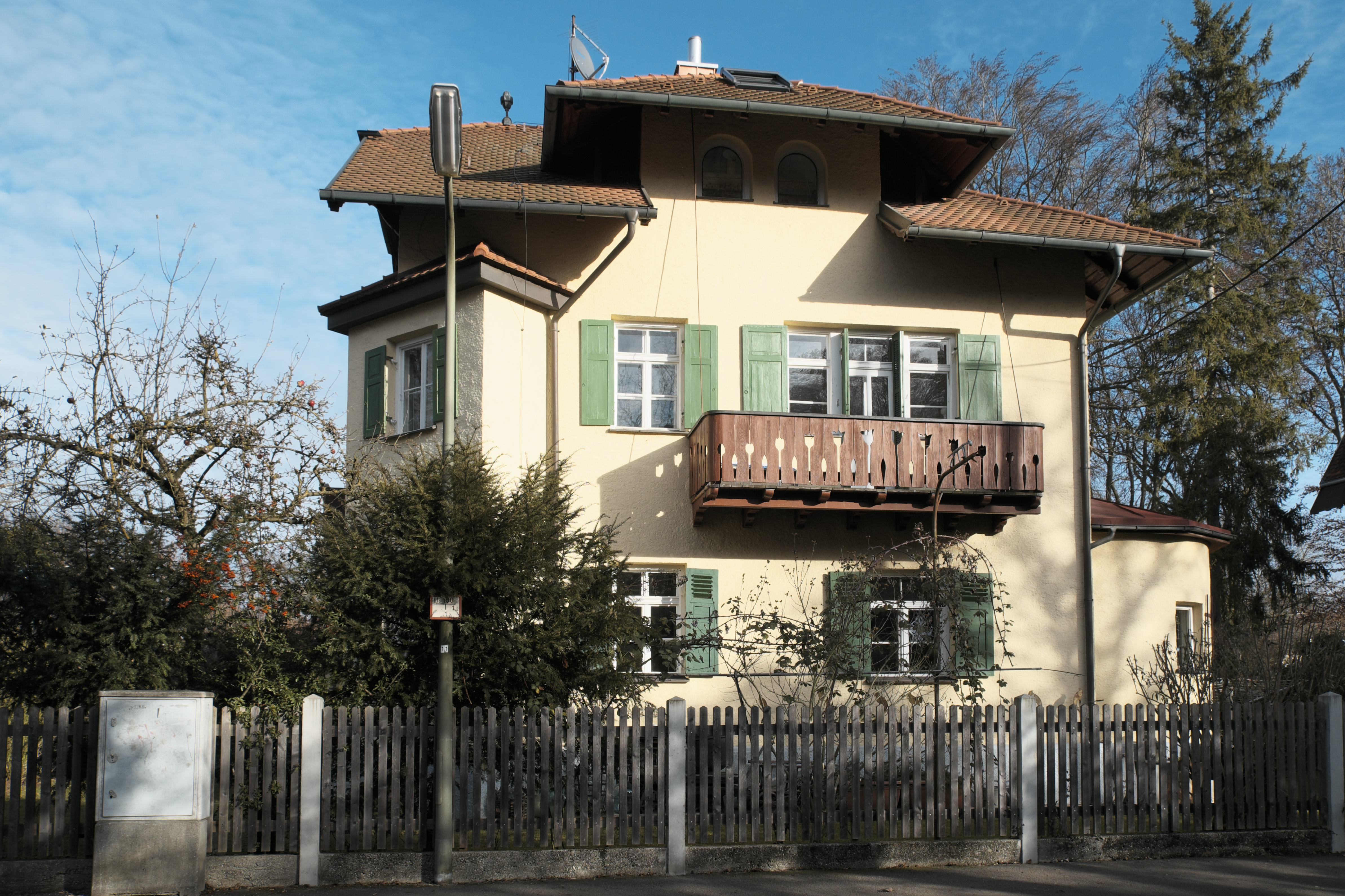
Haus Maria-Eich-Straße 49 im Stadtteil Pasing von München

Das Gebäude Maria-Eich-Straße 49 im Stadtteil Pasing der bayerischen Landeshauptstadt München wurde 1904 errichtet. Die Villa an der Ecke zur Wehnerstraße, die nach Plänen des Architekten Max Ende erbaut wurde, ist ein geschütztes Baudenkmal.
Das Gebäude gehört zur Erstbebauung der Waldkolonie Pasing. Der Halbwalmdachbau mit fachwerkverzierten Giebeln wird durch Bodenerker, Zwerchhäuser und Holzbalkone aufgelockert. 
In der Villa lebte die Schriftstellerin Anna Croissant-Rust (1860–1943).